# Caratê nos Jogos Europeus de 2015 - Até 68 kg feminino
A competição feminina até 68 kg do caratê nos Jogos Europeus de 2015 foi realizada no Baku Crystal Hall em 14 de junho de 2015.

## Calendário
Horário de verão do Azerbaijão (UTC+5).
| Data        | Horário | Fase                |
| ----------- | ------- | ------------------- |
| 14 de junho | 10:00   | Fase qualificatória |
| 14 de junho | 15:30   | Semifinal           |
| 14 de junho | 17:00   | Final               |

## Medalhistas
| Ouro   | AZE İrina Zaretska  |
| Prata  | AUT Alisa Buchinger |
| Bronze | MNE Marina Raković  |

## Resultados

### Fase qualificatória

#### Grupo A
| Atleta                         | J | V | E | D | Pontos | Pontos | Pontos |
| Atleta                         | J | V | E | D | GP     | GC     | Dif    |
| ------------------------------ | - | - | - | - | ------ | ------ | ------ |
| AUT Alisa Theresa Buchinger    | 3 | 3 | 0 | 0 | 7      | 1      | +6     |
| AZE İrina Zaretska             | 3 | 2 | 0 | 1 | 7      | 5      | +2     |
| GRE Vassiliki Panetsidou       | 3 | 1 | 0 | 2 | 7      | 6      | +1     |
| ESP Cristina Vizcaino Gonzalez | 3 | 0 | 0 | 3 | 4      | 13     | -9     |

|                                | Placar |                                |
| ------------------------------ | ------ | ------------------------------ |
| AUT Alisa Theresa Buchinger    | 2–1    | GRE Vassiliki Panetsidou       |
| ESP Cristina Vizcaino Gonzalez | 1–6    | AZE İrina Zaretska             |
| AUT Alisa Theresa Buchinger    | 4–0    | AZE İrina Zaretska             |
| ESP Cristina Vizcaino Gonzalez | 3–6    | GRE Vassiliki Panetsidou       |
| GRE Vassiliki Panetsidou       | 0–1    | AZE İrina Zaretska             |
| AUT Alisa Theresa Buchinger    | 1–0    | ESP Cristina Vizcaino Gonzalez |

#### Grupo B
| Atleta                   | J | V | E | D | Pontos | Pontos | Pontos |
| Atleta                   | J | V | E | D | GP     | GC     | Dif    |
| ------------------------ | - | - | - | - | ------ | ------ | ------ |
| MNE Marina Rakovic       | 3 | 2 | 1 | 0 | 3      | 0      | +3     |
| SUI Elena Quirici        | 3 | 2 | 0 | 1 | 10     | 1      | +9     |
| TUR Seyda Burucu Hafsa   | 3 | 1 | 1 | 1 | 10     | 2      | +8     |
| ISL Telma Frimannsdottir | 3 | 0 | 0 | 0 | 1      | 21     | -20    |

|                          | Placar |                          |
| ------------------------ | ------ | ------------------------ |
| SUI Elena Quirici        | 9–0    | ISL Telma Frimannsdottir |
| MNE Marina Rakovic       | 0–0    | TUR Seyda Burucu Hafsa   |
| SUI Elena Quirici        | 1–0    | TUR Seyda Burucu Hafsa   |
| MNE Marina Rakovic       | 2–0    | ISL Telma Frimannsdottir |
| ISL Telma Frimannsdottir | 1–10   | TUR Seyda Burucu Hafsa   |
| SUI Elena Quirici        | 0–1    | MNE Marina Rakovic       |

## Finais
|  | Semifinais                  | Semifinais         |   |                   | Final                       | Final |  |
|  |                             |                    |   |                   |                             |       |  |
|  |                             |                    |   |                   |                             |       |  |
|  | AUT Alisa Theresa Buchinger | 2                  |   |                   |                             |       |  |
|  | SUI Elena Quirici           | 0                  |   |                   |                             |       |  |
|  |                             |                    |   |                   |                             |       |  |
|  |                             |                    |   |                   |                             |       |  |
|  |                             |                    |   |                   | AUT Alisa Theresa Buchinger | 1     |  |
|  |                             | AZE İrina Zaretska | 8 |                   |                             |       |  |
|  |                             |                    |   |                   |                             |       |  |
|  |                             |                    |   |                   |                             |       |  |
|  |                             |                    |   |                   | Disputa pelo bronze         |       |  |
|  |                             |                    |   |                   |                             |       |  |
|  | AZE İrina Zaretska          | 1                  |   | SUI Elena Quirici | 0                           |       |  |
|  | MNE Marina Rakovic          | 0                  |   |                   | MNE Marina Rakovic          | 4     |  |